# موسى علي جنب
موسى علي جنب (مواليد 13 أكتوبر 1934م)، وُلد في مدينة وادي السير غرب العاصمة عمان، متزوج وله 5 أبناء (3 ذكور و2 إناث).

## سيرته
أنهى الصف السابع ابتدائي في مدرسة وادي السير، ثم انتسب إلى القوات المسلحة الأردنية عام 1951م برتبة جندي في سلاح اللاسلكي الملكي وتدرج في الرتب العسكرية إلى رتبة نقيب حيث تقاعد من الخدمة العسكرية بتاريخ10 يناير 1981م بعد خدمة طويلة بلغت ثلاثين عاما، واجتاز خلال خدمته عدة دورات عسكرية، وتم انتدابه للعمل في دولة الإمارات العربية المتحدة لمدة عامين. ونال العديد من الأوسمة العسكرية منها وسام شارة الخدمة المخلصة، ووسام الاستقلال، وميدالية معركة الكرامة، وشارة الخدمة من عام 1967-1971 ووسام اليوبيل الفضي وشارة الكفاءة القيادية.
عمل بعد تقاعده من الخدمة العسكرية موظفا في بنك البتراء الأردني منذ فبراير 1981 وحتى أغسطس 1992م حيث تدرّج في وظيفته حتى أصبح مديرا لدائرة الشؤون الإدارية في البنك وذلك بعد قرار لجنة الأمن الاقتصادي بوضع البنك تحت التصفية. وتمت إحالته للتقاعد من عمله في البنك بتاريخ 1 أغسطس 1992م.
انصرف بعد تقاعده من البنك للعمل الاجتماعي كعضو عامل ونشيط في الجمعية الخيرية الشركسية في وادي السير، حيث اُنتخب عضوا في المجلس العشائري الشركسي الشيشاني عام 1995 وأعيد انتخابه كعضو مرة ثانية عام 2000م ومرة ثالثة بتاريخ 31 ديسمبر 2005.
عمل بعصامية متميّزة وباستمرار على تطوير إمكانياته ومهاراته الأدبية من خلال نشره في المجلات الشركسية العشرات من المقالات والأبحاث والمواضيع الخاصة بمختلف نواحي الحياة الاجتماعية والاقتصادية لبلدته وادي السير خاصة، وبما يخص العاصمة عمان والبلدات والقرى الشركسية الأخرى قربها منذ بداية الهجرة الشركسية إلى الأردن عام 1878 وحتى عام 1960، بحيث تحصل على لقب «المؤرخ الشعبي الشركسي الكبير». وقد أثمرت كتاباته ومقالاته تلك حتى اليوم كتابين (مواطن شركسي: يتحدّث عن مسقط رأسه) صدر في عام 2006م، وكتاب (من روائع بلدتي) صدر في عام 2007.